# Karol Meehan
Karol Meehan, właśc. Charles Mahoney (ur. po 1639 w Leitrim, zm. 12 sierpnia 1679 w Ruthinie) – franciszkanin z gałęzi rekolektów, męczennik chrześcijański, błogosławiony Kościoła katolickiego.
Bł. Karol Meehan należy do grupy osiemdziesięciu pięciu błogosławionych męczenników Anglii i Walii beatyfikowanych przez papieża Jana Pawła II 22 listopada 1987.

## Życiorys
Studiował w Pradze albo Lovanium. Od 1672 był kapłanem (21 listopada tego roku otrzymał jurysdykcję słuchania spowiedzi). Przez niedługi czas studiował filozofię w Hammelburgu, a w 1674 odwiedził ponownie Lovanium. W 1678 studiował teologię w Rzymie (Kolegium Irlandzkie św. Izydora). Z Rzymu udał się do Irlandii, ale z uwagi na uszkodzenie statku dobił do wybrzeży Walii, a więc królestwa Karola II Stuarta, gdzie został aresztowany. Po kilku miesiącach dochodzenia skazano go na śmierć w Ruthin. Zginął przez powieszenie i poćwiartowanie.
Istnieją skąpe źródła dotyczące jego męczeństwa. W Muzeum Brytyjskim znajduje się jednostronicowy dokument The Last Speeches of Three Priests that were Executed for Religion, Anno Domini 1679 (ang. Ostatnie słowa trzech kapłanów straconych za wiarę Roku Pańskiego 1679), z którego wynika, iż Meehan w czasie egzekucji wykazał wyjątkowe opanowanie.